# تصنيع متقدم

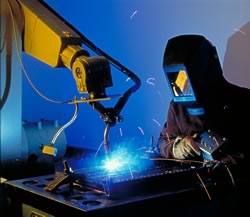
مراقبة آلة لحام من قبل عامل بشري.

التصنيع المتقدم هو استخدام التكنولوجيا المبتكرة لتحسين المنتجات أو العمليات، مع وصف التكنولوجيا ذات الصلة بأنها «متقدمة» أو «مبتكرة» أو «متطورة». مجالات الصناعة المتقدمة «تدمج التقنيات المبتكرة الجديدة بشكل متزايد في كل من المنتجات والعمليات. فمعدل اعتماد التكنولوجيا والقدرة على استخدامها هو لإبقائها تنافسية وإضافة قيمة للتحدد قطاع التصنيع المتقدم».
يدمج التصنيع العالمي (WCM) أحدث الآت الجيل مع أنظمة (العملية / العمل) لتسهيل وتطوير الأعمال التجارية القائمة على "التصنيع" التي تحكمها المنتجات المصنعة  فقط، وبتصريح مبني على مخططٍ متقدم يتم العمل على استبدال المنتج أو تطوير منتج جديد ".
«يركز التصنيع المتقدم على تحسين أداء مجال الصناعة الأمريكية من خلال التطبيق المبتكر للتقنيات والعمليات والأساليب لتصميم المنتجات والإنتاج.»  ويشير المسح الذي تم إجراءه عام 2010 لتعريفات التصنيع المتقدمة من قبل البيت الأبيض إلى ما يلي: «إن التعريف الدقيق للتصنيع المتقدم الذي يقدمه البعض هو التصنيع الذي ينطوي على النقل السريع من العلوم والتكنولوجيا (S&T) إلى منتجات وعمليات التصنيع». (أبريل 2010.)

## تقنيات المنتج
المنظمات التي تمارس التصنيع المتقدم تجعل منتجاتها تتميز بما يلي:
- منتجات ذات مستوىً تصميم ٍعالي
- معقدة من الناحية التكنولوجية
- مبتكرة
- موثوقة وبأسعار معقولة ومتاحة
- أحدث وأفضل وأكثر إثارة
- المنتجات التي تحل مجموعة متنوعة من المشاكل

## تقنيات المعالجة
وتتضمن تقنيات عملية التصنيع الموضحة في تعريفات التصنيع المتقدم ما يلي:
- تقنيات الحاسب الآلي (على سبيل المثال، CAD ، CAE ، CAM) (الخدمة الاستشارية للصناعات التحويلية في جنوب شرق المملكة المتحدة؛ سي بي أدامز، سانت لويس)
- الحوسبة عالية الأداء (HPC) للنمذجة والمحاكاة والتحليل (المجلس في التنافسية)
- النماذج الأولية السريعة (التصنيع المضاف)
- تقنيات عالية الدقة
- تقنيات المعلومات
- الروبوتات المتقدمة وأنظمة الإنتاج الذكية الأخرى (وزارة العمل الأمريكية، إيتا؛ سي بي آدامز، سانت لويس)
- التشغيل الآلي (الخدمة الاستشارية للتصنيع في جنوب شرق المملكة المتحدة؛ سي بي آدامز، سانت لويس)
- أنظمة التحكم لرصد العمليات (خدمة استشارية التصنيع في جنوب شرق المملكة المتحدة)
- العمليات والتقنيات المستدامة والخضراء (وزارة العمل الأمريكية)
- تقنيات المنصات الصناعية الجديدة (على سبيل المثال، المواد المركبة) (الخدمة الاستشارية للتصنيع في جنوب شرق المملكة المتحدة)
- القدرة على التصنيع حسب الطلب
- القدرة على تصنيع كميات كبيرة أو منخفضة (قابلية التوسع) (حملة نمو أوكلاهوما)
- ارتفاع معدل التصنيع

## استخدام منهجيات الأعمال / الإدارة
أدرجت عدد من المنظمات أيضًا منهجيات الأعمال أو الإدارة في تعريفها للتصنيع المتقدم. على سبيل المثال، عرفت إحدى المنظمات «التصنيع المتقدم على أنه إدخال التكنولوجيا الجديدة والعمليات المحسنة وأساليب الإدارة لتحسين تصنيع المنتجات». (جامعة الدفاع الوطني، 2002، كما ورد في PCAST) وكما سردت منظمة أخرى التصنيع المتقدم على أنه «يشمل تقنيات الإنتاج الخالية من الهدر، وتعزيز تكامل سلسلة التوريد، واستيعاب التكنولوجيا».  في الواقع، تعرف ويكيبيديا «التصنيع المتقدم» بأنه «التخطيط والجدولة المتقدمة» كما وصف بأنه «عملية إدارة التصنيع التي يتم من خلالها تخصيص المواد الخام والقدرة الإنتاجية على النحو الأمثل لتلبية الطلب». بشكل عام، تم إدراج منهجيات الأعمال أو الإدارة التالية باعتبارها جزءًا من التصنيع المتقدم:
- ضوابط الجودة (وزارة العمل الأمريكية)
- تقنيات الإنتاج الخالية من الهدر
- تكامل سلسلة التوريد
- التخطيط والجدولة المتقدمة (ويكيبيديا، على الإنترنت، تم الوصول إليها في يونيو 2010)

## تعاريف أخرى
هناك أيضًا تعريفات «التصنيع المتقدم» التي يتم إستخدامها من قبل مصدر واحد أو عدد قليل من المصادر.

### الشركات المصنعة التقليدية مقابل الشركات المصنعة المتقدمة
يعرف التصنيع التقليدي  بأنه عملية تحويل المواد الخام إلى منتجات مكتملة الصنع باستخدام تقنيات التحويل اليدوية أو الميكانيكية. والغرض من أنشطة كهذه هو إضافة قيمة لتحقيق الأهداف المستهدفة، التي لا تمنع المصالح العامة للمجتمع. في أحد التقارير، يعد التمييز بين قطاعات التصنيع التقليدية (المدرجة في صناعة السيارات والمعادن) والقطاعات الأخرى (المدرجة في مجال الطيران، والأجهزة الطبية، والأدوية) هو الأساس لتعريف التصنيع المتقدم، مع اختلاف خصائص الاثنين من حيث المقدار والحجم الإقتصادي، ومحتوى العمالة والمهارات، وعمق وتنوع الشبكة المحيطة بالصناعة (مجلس نيو إنجلاند وديلويت، كما هو مشار إليه في وثيقة PCAST).

### الشركات المصنعة الناجحة
تعرف مصادر أخرى الشركات المصنعة المتقدمة بأنها تلك التي «تنجح» في بيئة التنافس الحالية. وكما ذكرأحد المصادر: «إن ما يميز بعض الشركات هو القدرة الفريدة على خلق أفضلية تنافسية في هذه البيئة. يفكر هؤلاء المصنّعون ويعملون بشكل أسرع، وبحكم التعريف، فإن هذه المزايا تجعلهم متقدمين». (الكلية الصناعية للقوات المسلحة) ويسرد مسح بعض خبراء البيت الأبيض على أنهم يحددون التصنيع المتقدم «فقط من خلال التقدم الذي أدى إلى انخفاض التكلفة أو زيادة الإنتاجية».

### البحث والتطوير
وأدرجت إحدى المنظمات «البحث والتطوير العدواني» على أنها جزء من تعريف التصنيع المتقدم. (جامعة بوردو) على الرغم من أن البحث والتطوير لم يتم تضمينهما بشكل صريح في معظم التعريفات، فإن التقنيات المبتكرة المدرجة من قبل العديد هي على الأرجح نتيجة لأبحاث وتطورات مكثفة. يعد تطوير منتج صوتي، يلبي معايير معينة بأقل ألم، تحديًا شائعًا، وعلى غير العادة، يعود لملاحقة الشركة المصنعة. ومجال المنافسة كبير جدًا لأن الشركات المصنعة تتنافس على مستوى التصنيع الداخلي وداخل الشركات، لإنتاج منتجات قريبة من الشبكة. يرغب العميل في عنصر يعِد بوظائف أكثر موثوقية، مع معالجة السمات الاجتماعية التقنية البيئية 

## نشِط
وأخيراً، أشارت عدة مصادر إلى أن أي تعريف للتصنيع المتقدم سيحتاج إلى التغيير مع تغير الزمن، وأن التعريف سيختلف باختلاف الشركات والصناعات المختلفة. ويذكر استبيان البيت الأبيض: «يتفق معظم المشاركين في المناقشة على أن تعريف التصنيع المتقدم المناسب يجب أن يكون ديناميكيًا بطبيعته وأن يتم التعامل معه على أنه مقارنة مرجعية. أي أن هناك تكرارًا مستمرًا لتحسين حدود التصنيع. . . لذلك، فإن ما يُصنف على أنه» حدود«يتغير باستمرار، وبالمثل، فإن التصنيع المتقدم يتغير باستمرار.» وذكر مصدر آخر أن: «التصنيع المتقدم مثل الحرباء. حيث أنها تتغير استجابة لاحتياجات أي شركة أدرجتها في عملية التصنيع». (سانت لويس، سي بي آدامز). ونُقل عن أحد الخبراء قوله: «التصنيع المتقدم، بطبيعته، يتحدى التعريف لأنه سيكون مختلفًا بالنسبة للصناعات الكيماوية عن اختلافه بالنسبة لصناعة تصنيع المعادن وأي صناعة أخرى». (توم وايت، كما نقلته سي بي آدامز).

## استنتاج
يشمل مصطلح «التصنيع المتقدم» العديد من التطورات في مجال التصنيع خلال أواخر القرن العشرين وأوائل القرن الحادي والعشرين، بما في ذلك المنتجات والعمليات ذات التقنية العالية والتصنيع النظيف والأخضر والمرن، من بين أمور أخرى. لا يوجد تعريف واحد يجسد كل ما يقال عن التصنيع المتقدم، على الرغم من أن معظم التعريفات الموجودة على الويب تتضمن استخدام التكنولوجيا المبتكرة لتحسين المنتجات و / أو العمليات، وقد تتضمن أيضًا استخدام منهجيات تجارية / إدارية جديدة. وبناءً على ذلك، فإن التعريف الذي قد يكون أقرب ما يكون إلى العموم هو التعريف الذي قدمه بول فاولر من المجلس الوطني للتصنيع المتقدم، الذي يحتفل بعيده العشرين هذا العام:
"يستخدم كيان التصنيع المتقدم على نطاق واسع تقنيات الحاسب الآلي والدقة العالية والمعلومات المدمجة مع القوى العاملة عالية الأداء في نظام الإنتاج القادر على تقديم مزيج غير متجانس من المنتجات بكميات صغيرة أو كبيرة مع كل من كفاءة الإنتاج الشامل ومرونة التصنيع المخصص من أجل الاستجابة بسرعة لطلبات العملاء ". (مقتبس في PCAST). "في التطورات الفئوية المستقبلية المتوقعة والتي يتم تسهيلها بالتكامل مع أجهزة الحاسب الآلي... ستتأثر إلى حد كبير بحالة المواد الخام وتوفر الطاقة. 